# Charles de Brosses
Charles de Brosses (ur. 7 lutego 1709 w Dijonie, zm. 7 maja 1777 w Paryżu) – francuski pisarz, historyk, etnograf i encyklopedysta, wybitny działacz epoki Oświecenia, członek Akademii Inskrypcji i Literatury Pięknej (od 1746). Za pośrednictwem publikacji O kulcie fetyszów z 1760 roku został założycielem teorii fetyszyzmu w religioznawstwie. W jego pracy Histoire des navigations aux terres australes (1756) została po raz pierwszy użyta nazwa „Polinezja” do określenia ogółu wysp Pacyfiku, ale później została ograniczona do obecnego zakresu.

## Publikacje
- Lettres sur Herculanum (1750)
- Histoire des navigations aux terres australes (1756)
- Du culte des dieux fétiches (1760) Przekład na język polski: O kulcie fetyszów ISBN 83-85194-41-X
- Traité de la formation méchanique des langues et des principes physiques de l'étymologie, Paris (1765)
- L'Italie il y a cent ans, ou Lettres écrites d'Italie à quelques amis en 1739 et 1740 (1795 a 1836)

## Literatura
- Marian Skrzypek. Oświecenie francuskie a początki religioznawstwa. Wydawnictwo PAN, 1989. ISBN 83-04-03300-3